# كاثلين كينغ
كاثلين كينغ (بالإنجليزية: Kathleen King)‏ هي كاتبة علم وعالمة نبات أيرلندية، ولدت في 5 يوليو 1893 في دبلن في جمهورية أيرلندا، وتوفيت في 28 مارس 1978.